# Beret, Madžarska
Beret je vas na Madžarskem, ki upravno spada pod podregijo Encsi Županije Borsod-Abaúj-Zemplén.